# Kebba Badjie
Kebba Badjie (* 22. August 1999 in Serekunda) ist ein deutsch-gambischer Fußballspieler.

## Karriere
Nachdem er mit 14 Jahren aus Gambia nach Deutschland geflüchtet war, begann er in der Jugend des Blumenthaler SV aus dem Bremer Stadtteil Blumenthal. mit dem Fußballspielen. Im Januar 2018 wechselte Badjie für sein letztes halbes Jahr im Juniorenbereich nach Hamburg zu den A-Junioren (U19) des Niendorfer TSV, für die er bis zum Ende der Saison 2017/18 8-mal (2 Tore) in der A-Junioren-Bundesliga zum Einsatz kam. Im Sommer 2018 wechselte er in die viertklassige Regionalliga Nord zum VfL Oldenburg. Nach neun Toren in 21 Spielen für seinen Verein schloss er sich zur darauffolgenden Saison ligaintern der zweiten Mannschaft von Werder Bremen an. Im Januar 2021 erhielt er dort seinen ersten Profivertrag.
Nach dem Abstieg der Profis in die 2. Bundesliga absolvierte Badjie die Sommervorbereitung 2021 unter Markus Anfang mit der Zweitligamannschaft. Am 1. Spieltag stand er ohne Einsatz im Spieltagskader. Um Spielpraxis auf höheren Niveau sammeln zu können, wechselte er Anfang August 2021 bis zum Ende der Saison 2021/22 auf Leihbasis in die 3. Liga zum Halleschen FC. Dort konnte sich Badjie jedoch nicht durchsetzen und kam auf 15 Drittligaeinsätze, wobei er 7-mal in der Startelf stand. Gegen Saisonende wurde er aus disziplinarischen Gründen suspendiert.
Nach seiner Rückkehr nach Bremen stieg Badjie mit der zweiten Mannschaft in die Sommervorbereitung ein; die erste Mannschaft war während seiner Abwesenheit unter Ole Werner wieder in die Bundesliga aufgestiegen. Nach einigen Einheiten kehrte der 22-Jährigen nach Oldenburg zurück, wechselte nun aber zum VfB, der zuvor in die 3. Liga aufgestiegen war. Dort konnte er sich zunächst als Stammspieler durchsetzen, ehe er verletzungsbedingt einen Großteil der Rückrunde verpasste. Am Saisonende stieg er mit der Mannschaft in die Regionalliga ab und verließ anschließend den Verein. 
Nach knapp acht Monaten ohne neuen Klub wurde Badjie dann am 8. März 2024 vom norwegischen Zweitligisten Raufoss IL verpflichtet. 